# Nun danket alle Gott

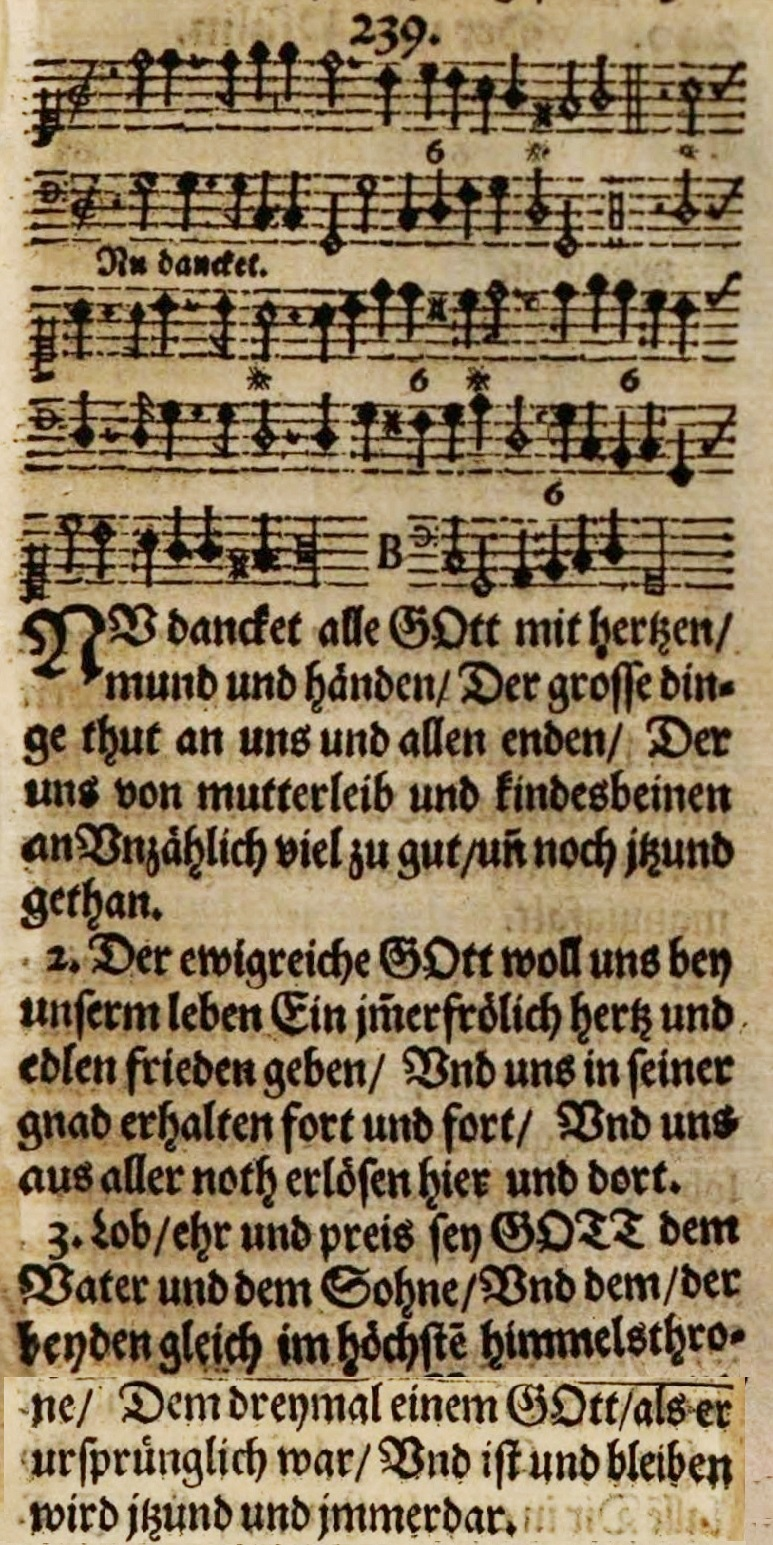
Nun danket alle Gott, texto y melodía con bajo cifrado en Praxis pietatis melica de Johann Crügers (1653)

Nun danket alle Gott (Ahora, demos todos gracias a Dios) es el título de un coral compuesto por el pastor protestante de Eilenburg Martin Rinckart (1586–1649). Es uno de los corales más conocidos en lengua alemana.

## Historia
El texto de Nun danket alle Gott aparece en el libro Jesu Hertz-Büchlein de Rinckart de 1636, bajo la rúbrica « Tisch-Gebetlein (Música de mesa)»,  lo que sugiere que inicialmente era cantada como acción de gracia antes de la comida. La melodía se atribuye por ciertos especialistas a Rinckart, por otros a Johann Crüger, en su libro de cantiques Praxis pietatis melica aparecido en 1647. Las tres estrofas han sido escritas independientemente de la música sea como de los rezos de acciones de gracia o conectadas a la melodía como « Lied zu Tisch » (Canto de mesa). Una tradición a menudo considerada establece una relación con el centenario de la Confesión de Augsburgo (1530) pero esto no resulta del texto mismo, y esta tradición se considera como históricamente discutible.

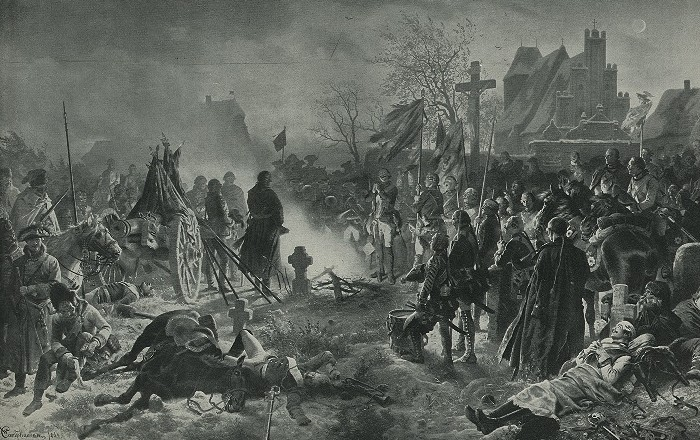
Canto por la tarde de la batalla de Leuthen, Ilustración de Wilhelm Camphausen, 1864

Hacia el final del siglo XVII, el coral forma parte integrante de los principales libros de cánticos de la Iglesia protestante en Alemania. Llegó a ser célebre en el siglo XVIII, después de la batalla de Leuthen como « Coral de Leuthen ». Cerca de la ciudad Leuthen en Baja-Silesia, el ejército prusiano bajo el mando de Federico II venció el 5 de diciembre de 1757  a los Austríacos en el marco de la guerra de Siete Años. Por la noche, después de la batalla, 25 000 soldados espontáneamente cantaron el coral, que llegó a ser en lo sucesivo un himno patriótico popular de Prusia y más tarde de Alemania, .
El coral fue entonado por el canciller Konrad Adenauer, en 1955 en el campo Lager Friedland después del regreso de los últimos prisioneros de guerra alemanes liberados por la Unión Soviética.

## Texto
| Alemán | Español |
| --- | --- |
| Nun danket alle Gott mit Herzen, Mund und Händen. Der große Dinge tut an uns und allen Enden, Der uns von Mutterleib und Kindesbeinen an Unzählig viel zu gut bis hierher hat getan.                        | Dad todos gracias a Dios con el corazón, los labios y las manos, pues grandes cosas nos ha dado siempre, desde el vientre materno , desde la niñez y aún ahora innumerables bienes nos ha concedido |
| Der ewig reiche Gott Woll vns auff vnser Leben Ein jmmer frölich Hertz Vnd edlen Frieden geben: Vnd vns in seiner Gnad Erhalten fort vnd fort Vnd uns aus aller Noth Erlösen hier vnd dort.                 | Dios, siempre generoso, ha querido darnos en nuestra vida un corazón siempre alegre y la noble paz, y con su misericordia nos ha guardado y de todas nuestras angustias nos libra aquí y allá       |
| Lob / Ehr v[n]d Preis sey Gott Dem Vater vnd dem Sohne Vnd dem der beyden gleich Im höchsten Himmels Throne: Dem dreymal einen Gott Als Er vrsprünglich war Vnd ist / vnd bleiben wird Jetzund vnd jmmerdar | Gloria, honor y alabanza al Padre como al Hijo y al que a ellos es igual en el alto trono celestial, al uno y trino Dios, que era en el principio y es y seguirá siendo ahora y por siempre         |

## Melodía
Abajo se muestra la melodía como fue armonizada por Johann Sebastian Bach (BWV 252).

## Adaptaciones musicales
El coral ha conocido numerosas adaptaciones musicales, incluidas las de Johann Christoph Altnikol, Johann Pachelbel, Georg Philipp Telemann, Johann Sebastian Bach (BWV 79, 192, 252, 386, 657 y varios fragmentos del coral), Felix Mendelssohn (Sinfonía nº 2 (Lobgesang)), Franz Liszt, Johannes Brahms (Canto del triunfo) y Max Reger.
Figura en los siguientes himnarios:
- El Evangelisches Gesangbuch bajo el número 321 (EG 321), de la Iglesia luterana.
- ElGotteslob, lleva el número 405 (GL 405), de la Iglesia católica.
- El Mennonitischen Gesangbuch el número 53 (MG 53) de la Iglesia Menonita.
- El Neuapostolischen Gesangbuch el número 256 (NG 256) de la Iglesia nueva apostólica.

El coral es conocido igualmente fuera de Alemania siendo traducido a varias lenguas:
- Danés: Nu takker alle Gud
- Neerlandés: Dankt, dankt nu allen God
- Finlandés: Nyt Herraa kiittäkäät
- Indonesio: Sekarang Bersyukur
- Inglés: Now Thank We All Our God
- Noruego: Nå takker alle Gud
- Polaco: "Dziękujmy Bogu Wraz"
- Sueco: Nu tacka Gud, allt folk
- Yoruba: A f'Ope f'Olorun